# La Belle (restaurant)
La Belle is een restaurant in Bel, een gehucht van de Belgische stad Geel. Chef-kok is Peter Vangenechten, die na zijn opleiding aan de Hotelschool Ter Duinen een uitgebreide stage liep in Frankrijk en vervolgens ervaring opdeed in verschillende Belgische restaurants zoals De Koopvaardij (Stabroek), Nuance (Duffel) en het restaurant van het Hilton-hotel in Antwerpen. In 2012 opende hij zijn restaurant in Geel-Bel. In 2018 volgde, eveneens in Geel-Bel, de opening van een artisanale frituur genaamd Belle Fritte die gerund wordt door zijn voormalige sous-chef Gert Verheyen.
Sinds 2014 draagt La Belle een Michelinster. Het restaurant scoort 14,5/20 in de GaultMillau-gids. 